# 博特周期性定理
博特周期性定理描述了酉群的同伦群和正交群同伦群的周期性。
简单的讲：
{\displaystyle \pi _{k}(U)=\pi _{k+2}(U)\,\!}
{\displaystyle \pi _{k}(O)=\pi _{k+4}(Sp)\,\!}
{\displaystyle \pi _{k}(Sp)=\pi _{k+4}(O),\ \ k=0,1,\dots .\,\!}
注意第2和第3个等式蕴涵了正交群的同伦群具有周期8。
拉乌尔·博特开始是用莫尔斯理论证明的，后来又出现了K理论的证明。